# 野呂山

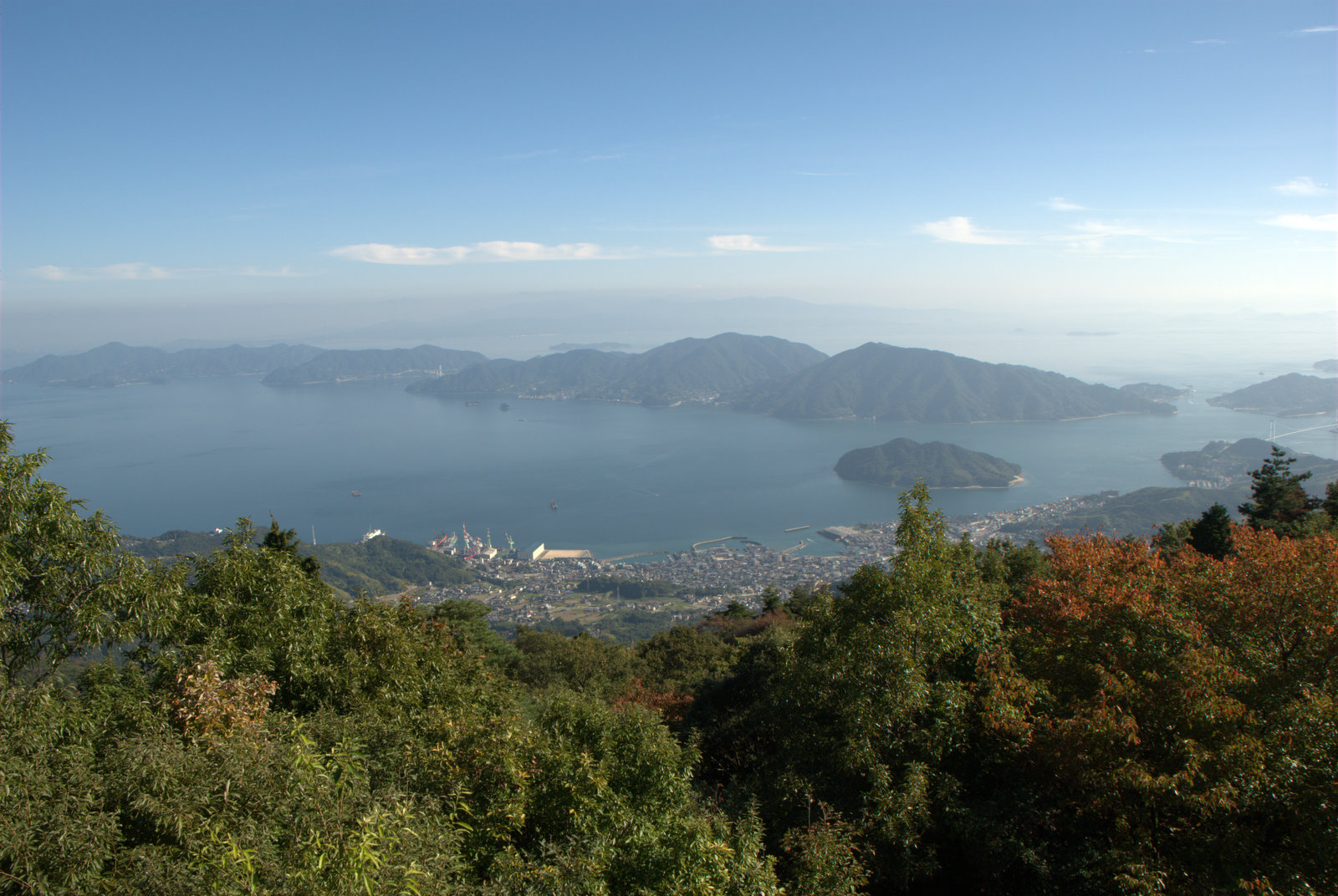
野呂山からの南南東の眺望

野呂山（のろさん）は、広島県呉市に位置する標高839mの山で、膳棚山と弘法寺山を結ぶ東西2kmの高原の総称である。瀬戸内海国立公園の区域に指定されている。

## 概要
瀬戸内海国立公園では神戸の六甲山に次ぐ高さであり、広島県南部に位置するため、県北部の山と比べ近隣の都市部から気軽に訪れることができる。

## 地質
野呂山は、約8000万年前にマグマが地表に噴出してできた流紋岩が約300万年前の激しい地殻変動によって隆起したものである。その後、氷河時代に入り、急に冷やされたため、岩にいろいろな方向の割れ目がはいり、大重岩・小重岩などの珍岩、奇岩ができた。また、割れ目に沿って崩れた大きな岩石が谷から落ちたり、流されて一か所に集まって岩海ができた。

## レクリエーション利用
登山やキャンプやロッジを利用したアウトドア、桜やツバキ、アジサイ、紅葉など四季折々の自然、野呂神社や弘法寺を初めとした歴史資源、またそれらやさざなみスカイラインを目的にした日帰りドライブやツーリングなどで一年を通じて楽しむ事ができる。また、山頂の寒冷な気候を利用して、コチョウラン（ファレノプシス）やバラの生産・販売を行っていて、毎週金・土曜日はハウス内の見学もできる。
国道185号で川尻町へ向かい、「野呂山公園入り口」から始まるさざなみスカイライン（野呂山スカイライン)により頂上付近の十文字ロータリーに到着できる。
さざなみスカイラインは元有料道路であるが、現在は広島県道248号野呂山公園線という一般道である。
JRでは呉線安芸川尻駅が最寄り駅となる。
野呂山はひろしま百山に登録されており、どんどん登山コース、かぶと岩コースといった登山道がある。
中腹には鉢巻展望台や奇岩、珍岩を見ることのできる岩海遊歩道があり、頂上付近にはそれぞれ昭和池、野呂神社、呉、安浦など街に向かう道やロッジ方向に向かう道が十文字ロータリー交差点で分岐している。
ロッジ方向に向かうと、駐車場と野呂高原ロッジ、野呂山ビジターセンター、筆作り資料館、オートキャンプ場、2ヶ所の展望台などの施設と弘法寺がある。
広島県の夜景は呉市の灰ヶ峰が一番有名であるが、野呂山は眼下の川尻の街が小さいので夜景はそれほどではない。しかし、海沿いから裾野が広がり、一気に839mを上ったところにある野呂山の展望台は瀬戸内海の多島美と沈む夕日を眺望するのに絶好の場所である。空の澄みわたったに日には、四国の新居浜市のコンビナート群や石鎚山までも眺望できる。

## 歴史
平家の落人が住んでいたと伝えられ、石垣もある「侍屋敷」の跡は写真にも撮られているが、その所在地は周辺の植生が変わったこと、所在地を知っていた年配の人の多くが亡くなっていることなどから、現在では所在地が不明確になっている。
- 730年（天平2年） - 山麓に御堂を建てて修行する僧が現れる（弘法寺の起源）[1]。
- 812年（弘仁3年） - 空海が参籠する。
- 1828年（文政2年） - 広島藩が困窮する藩士を救済するために野呂山の開拓を始める。
- 明治時代 - 明治初頭に旧藩士を救済のために勧農坂一帯で入植が試みられるも大半が離農。跡地は国有林となり植林が行われた。
- 1892年（明治25年） - 氷池が作られ、天然氷の製造が始まる[2]。
- 1930年（昭和5年） - 昭和池の建設が始まる。農業用水の確保が目的。
- 1946年（昭和21年） - 外地からの引揚者らによる県営開拓事業が始まる（国立公園指定のため1949年に中止）[3]。
- 1953年（昭和28年）6月 - 山頂付近に無電局設置工事が行われる[4]。
- 1954年（昭和29年）5月26日 - 第1回中国観光コンクールで野呂山が2位となり、祝賀登山が行われる[5]。
- 1949年（昭和24年） - 川尻小学校野呂分校が開校（現在のロータリー周辺に建てられた。1970年閉校）[6]。
- 1953年（昭和37年）8月20日 - 野呂山開拓地に電気が通じる[7]。
- 1968年（昭和43年） - さざなみスカイライン開通。野呂牧場遊園地、野呂山スピードパークが開業[8]。
- 1969年（昭和44年）5月25日 - 野呂山山腹にセスナ機が墜落。4人死亡、1人救出[9]。
- 1970年（昭和45年）2月17日 - 野呂山で山林火災が発生、170haが焼失。消火活動に陸上自衛隊も参加[10]。
- 1984年（昭和59年）5月9日 - 野呂山山麓の寒風山で山林火災が発生、84haが焼失[10]。

## 施設
- 国民宿舎野呂山高原ロッジ
- 野呂山ビジターセンター
- 野呂山レストハウス～絵のある休憩室～
- 岩海遊歩道
- 筆づくり資料館[11]
- キャンプ場、オートキャンプ場
- 鉢巻展望台
- 星降る展望台
- かぶと岩展望台
- 地蔵堂
- 知足庵
- アイラブ野呂の会
- 野呂神社
- 弘法寺
- 野呂浄苑

### ランドマーク
- ロータリー - 山頂付近の結節点に設けられているロータリー式交差点ではあるが、行政の公式見解では2020年に広島市の可部大毛寺線と高陽可部線の結節点に設けられた環状交差点が「県下初」という扱いになっている[12]。

## アクセス
- 国道185号の野呂公園入り口交差点から山頂ロータリーまで車で約20分
- JR呉線安芸川尻駅から登山道入り口まで徒歩約15分、山頂まで約120分
- 川尻町よりバス有り